# Атанас Жилков
Атанас Павлов Жилков е български офицер, генерал-лейтенант. Съпредседател с румънския генерал Потопяну на българо-румънската комисия за връщането на Южна Добруджа през 1940. Осъден от Народния съд с доживотна присъда – лежи 8 г. и 6 месеца от нея. Почива през 1957 г. Остава за поколенията албум с фотоси от влизането на Българската армия в Добруджа през 1940 г.

## Биография
Атанас Жилков е роден на 14 октомври 1888 година в Пловдив. През 1909 година завършва Военното училище в София и на 22 септември с.г. е произведен в чин подпоручик. В ранната си военна кариера служи в 6-и конен полк, Лейбгврдейския конен полк и в 10-и конен полк. На 22 септември 1912 е произведен в чин поручики взема участие в Балканската (1912 – 1913) и Междусъюзническата война (1913). Взема участие в Първата световна война (1915 – 1918), като на 30 май 1916 е произведен в чин капитан, като след войната на 18 октомври 1919 е произведен в чин майор, а от 5 октомври 1924 е подполковник.
През 1927 г. подполковник Жилков е назначен на служба в Кавалерийската инспекция. На 1 юни 1930 е назначен за командир на 3-ти конен полк, след което в периода април 1931 – юни 1934 е командир на 1-ви конен полк. Същата година поема командването на 4-а конна бригада, а през 1936 г. е назначен за командир на 1-ва бърза дивизия. Между октомври 1936 и октомври 1941 е инспектор на конницата.
През 1941 г. е назначен за началник на секцията на Щаба на войската, координираща дейността на българските офицери за свръзка при армиите на държавите членки на Тристранния пакт. Като такъв в средата на ноември 1941 година Жилков пристига в Солун и заедно с основния си сътрудник майор Любомир Митков е назначен за военна връзка в кабинета на германския комендант на Солун-Егея генерал-лейтенант Курт фон Кренцки, като Жилков поема ръководството на цялата българска пропаганда. Взаимоотношенията на председателя на клуба Самарджиев със Жилков и Митков обаче не са добри и накрая през февруари 1942 година Самарджиев е отстранен от длъжността си и председателството е поето от родения в Солун Димитър Шанов.
През 1943 година Жилков е определен за офицер за свръзки с германското командване „Белград-Югоизток“ командвано от германския генерал-лейтенант Паул Бадер в Белград и остава на този пост до края на август 1944 г. За разлика от командването на Първи окупационен корпус на Българската армия в Сърбия, Жилков отпътува за България на 1 септември 1944, докато Първи корпус по командването на генерал-лейтенант Асен Николов остава в Сърбия и част от него е пленена заедно с командира му на 6 и 7 септември 1944 г. След като се завръща в България Жилков е уволнен от военна служба на 14 септември 1944 със заповед на новия министър на войната генерал-лейтенант Дамян Велчев, поел военното министерство след извършения от Отечествения фронт и офицери от Българската войска с командваните от военни части Деветосептемврийски преврат на 9 септември 1944 г. През 1944 г. е уволнен от служба. В първите дни след преврата Атанас Жилков се предава на обявилите го за издирване нови отечественофронтски власти. Пред тях той заявява, че е български офицер, служил вярно на България, не е е сторил нищо, от което да се страхува, и няма намерение да бяга. Той е изправен пред Народния съд, като обвинителите искат смъртна присъда. Те обаче не успяват да докажат скалъпените обвинения за спекула и за заповед да се убиват 50 сърби за убит български войник и 100 – за мъртъв германец, която заповед е издадена от немското командване в окупирана Югославия от хитлеристкия командващ в Сърбия генерал-лейтенант Паул Бадер и както Жилков пред Народния съд, така и по-късно свидетелства за това пленения от германските войски бивш командир на Първи окупационен корпус генерал-лейтенант Асен Николов, който отказва да изпълни заповедта, която предвижда още и екзекуция на заловени 4500 югославски партизани.
За ген. Атанас Жилков се застъпват солунски евреи, които той е спасил от депортиране в нацистките концлагери и арменци, които му дължат живота си, след като са участвали в група на антифашистката съпротива в Гърция за подривна дейност и саботажи. Дори представителят на Съветския съюз генерал-полковник Сергей Бирюзов и сътрудниците му са на мнение, че ген. Жилков не бива да бъде осъден на смърт. Той получава доживотна присъда. През 1945 година е осъден на доживотен затвор от Народния съд., но след 8 години е освободен предсрочно.

### Семейство
Генелрал-лейтенант Атанас Жилков е женен и има 1 дете.

## Военни звания
- Подпоручик (22 септември 1909)
- Поручик (22 септември 1912)
- Капитан (30 май 1916)
- Майор (18 октомври 1919)
- Подполковник (5 октомври 1924)
- Полковник (26 март 1931)
- Генерал-майор (6 май 1937)
- Генерал-лейтенант (1942)